# Joseph Pickford

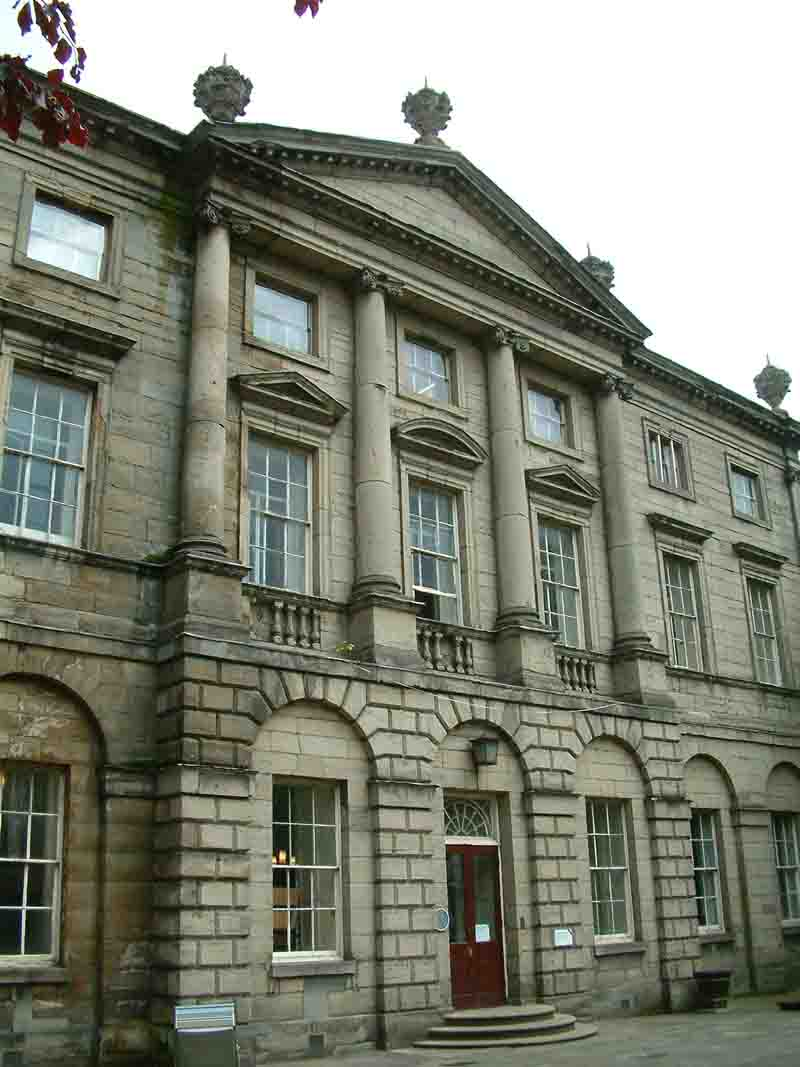
St Helen's House i Derby.

Joseph Pickford, född 1734, död 1782, var en engelsk arkitekt. Pickford var under Georg III:s tid en av Englands förnämsta arkitekter utanför London. Hans stil kan kallas palladianism.
Pickford föddes i Asford, Warwickshire. År 1748 han flyttade till London för att studera och arbeta med sin farbror Joseph, som vid denna tid var en av de ledande arkitektoniska hantverkarna i landet. Under åren då Pickford genomgick lärlingsutbildning, var hans farbror anställd på två av de finaste palladianistiska byggnaderna i England: Horse Guards i Whitehall och universitetsbiblioteket i Cambridge.
Man vet inte så mycket om Pickfords tidiga år, men ett av hans första uppdrag i Derbyshire var att 1759 övervaka arbetarna vid Foremark Hall. År 1762 han företog han en större modernisering av Longford Hall, Derbyshire. I Derbyshire blev Pickford bekant med medlemmar i Lunar Society, i synnerhet Joseph Wright of Derby, Peter Perez Burdett, och John Whitehurst. Genom dessa människor mötte han ett antal av sina viktigaste kunder. Han uppförde i samråd med Josiah Wedgwood den nya porslinfabriken åt Wedgwood. Fasaden mot Trent och Mersey Canal var en symmetrisk komposition med en tre våningar hög central del krönt av en kupol med en klocka, och två lägre flyglar på vardera sidan.
Hans eget hus i Derby blev senare Pickford's House Museum - Museum of Georgian Life and Costume.